# الطاقة المتجددة في الولايات المتحدة

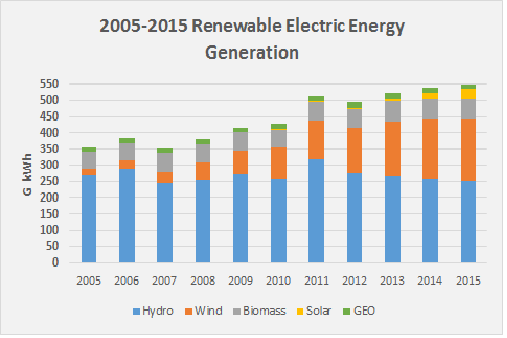
2005-2015 ملف تعريف مصادر الطاقة المتجددة في توليد الطاقة الكهربائية في الولايات المتحدة.

وفقًا للبيانات الأولية الصادرة عن إدارة معلومات الطاقة الأمريكية، شكلت الطاقة المتجددة نحو 12.6% من إجمالي استهلاك الطاقة الأولية ونحو 19.8% من الكهرباء المنتجة محليًا في الولايات المتحدة في عام 2020.
منذ عام 2019، أصبحت طاقة الرياح أكبر مصدر للكهرباء المتجددة في البلاد. أنتجت طاقة الرياح 337.9 تيراواط/ساعة من الكهرباء في عام 2020، والتي مثلت 8.4% من إجمالي الكهرباء المتولدة في البلاد و43.2% من إجمالي الكهرباء المتجددة المتولدة. بحلول أكتوبر عام 2021، بلغت السعة الاسمية لتوليد طاقة الرياح في الولايات المتحدة 129,256 ميغاواط. اعتبارًا من نهاية العام 2020، بقيت تكساس الولاية الرائدة في استغلال طاقة الرياح، تلتها آيوا وأوكلاهوما.
تعد الطاقة الكهرمائية ثاني أكبر مصدر للكهرباء المتجددة في البلاد، إذ كانت مسؤولة عن توليد نحو 7.3% من إجمالي الكهرباء في البلاد في عام 2020 بالإضافة إلى 36.4% من إجمالي الكهرباء المتجددة. تعد الولايات المتحدة رابع أكبر منتج للطاقة الكهرمائية في العالم بعد الصين وكندا والبرازيل.
توفر الطاقة الشمسية حصة متزايدة من الكهرباء في البلاد، إذ ولّدت أكثر من 50 غيغاواط من القدرة المركبة نحو 1.3% من إجمالي إمدادات الكهرباء في البلاد في عام 2017، ارتفاعًا من 0.9% في العام السابق. اعتبارًا من عام 2016، عمل أكثر من 250,000 شخص في مجال الطاقة الشمسية ونشرت 43 ولاية قياس صافي الطاقة، إذ اشترت مرافق الطاقة فائض الطاقة الناتجة عن المصفوفات الشمسية. تشمل محطات الطاقة الكهرضوئية الكبرى في الولايات المتحدة ماونت سيغنال سولار (600 ميغاواط) وسولار ستار (579 ميغاواط). منذ أن كانت الولايات المتحدة رائدة في تكنولوجيا الطاقة الحرارية الشمسية في ثمانينيات القرن العشرين بوجود محطة سولار ون، بنيت العديد من محطات الطاقة هذه. تعد محطة ايفانباه للطاقة الشمسية (392 ميغاواط) في جنوب غرب لاس فيغاس كبرى محطات الطاقة الحرارية الشمسية هذه، بالإضافة إلى مجموعة محطات أنظمة إنتاج الكهرباء من الطاقة الشمسية في صحراء موهافي، بسعة توليد إجمالية تبلغ 354 ميغاواط.
تشمل مصادر الطاقة المتجددة الأخرى الطاقة الحرارية الجوفية، إذ يعد جيزرز في شمال كاليفورنيا أكبر مجمع للطاقة الحرارية الجوفية في العالم.
كان تطوير الطاقة المتجددة ومفهوم كفاءة الطاقة بمثابة «حقبة جديدة من استكشاف الطاقة» في الولايات المتحدة، وفقًا لما ذكره الرئيس السابق باراك أوباما. في خطاب مشترك أمام الكونغرس في 24 فبراير عام 2009، دعا الرئيس أوباما إلى مضاعفة الطاقة المتجددة في غضون السنوات الثلاث التالية. وصلت الطاقة المتجددة إلى معلم هام في الربع الأول من عام 2011، عندما ساهمت بنسبة 11.7% من إجمالي نتاج الطاقة الوطنية (660 تيراواط/ساعة)، متجاوزةً نتاج الطاقة النووية (620 تيراواط/ساعة) للمرة الأولى منذ عام 1997. في خطاب حالة الاتحاد لعام 2012، أعاد الرئيس باراك أوباما تأكيد التزامه بالطاقة المتجددة وذكر التزام وزارة الداخلية طويل الأمد بالسماح بإنتاج 10,000 ميغاواط من مشاريع الطاقة المتجددة على الأراضي العامة في عام 2012.

## مبرر الحاجة إلى الطاقة المتجددة
تشمل تقنيات الطاقة المتجددة مجموعة واسعة ومتنوعة من التقنيات، بما في ذلك الألواح الضوئية الشمسية ومحطات الطاقة الحرارية الشمسية وأنظمة التدفئة/التبريد والمزارع الريحية والطاقة الكهرمائية ومحطات الطاقة الحرارية الجوفية ونظم طاقة المحيطات واستغلال الكتلة الحيوية.

يوضح تقرير آوتلوك أون رينيوابل إنرجي إن أمريكا أن أمريكا بحاجة إلى الطاقة المتجددة لأسباب عديدة:
تحتاج أمريكا إلى طاقة آمنة وموثوقة، تحسن الصحة العامة وتحمي البيئة وتعالج مشكلة تغير المناخ وتخلق فرص عمل وتوفر القيادة التكنولوجية. أمريكا بحاجة إلى طاقة متجددة. إذا طُورت الطاقة المتجددة إلى أقصى إمكاناتها، ستحتاج أمريكا إلى سياسات اتحادية وحكومية منسقة ومستدامة تعمل على توسيع أسواق الطاقة المتجددة؛ وتعزيز ونشر التكنولوجيا الجديدة؛ وتوفير الفرص المناسبة لتشجيع استخدام الطاقة المتجددة في جميع قطاعات الطاقة الحيوية: توزيع الكهرباء بالجملة وتطبيقات الطاقة الحرارية وقطاع النقل.
توجد فائدة أخرى لبعض تقنيات الطاقة المتجددة، مثل طاقة الرياح والألواح الضوئية الشمسية، وهي أنها تتطلب القليل من المياه لتوليد الكهرباء بينما تتطلب محطات الطاقة الكهرحرارية (القائمة على الوقود الأحفوري) كميات هائلة من المياه للتشغيل.
في عام 2009، دعا الرئيس باراك أوباما في خطابه التنصيبي الافتتاحي إلى التوسع في استخدام الطاقة المتجددة لمواجهة التحدي المزدوج المتمثل بأمن الطاقة وتغير المناخ. كانت تلك الإشارات الأولى على الإطلاق إلى استخدام الطاقة في البلاد والموارد المتجددة وتغير المناخ في خطاب تنصيب ألقاه رئيس للولايات المتحدة. تطلع الرئيس أوباما إلى المستقبل القريب، قائلًا إن الولايات المتحدة كدولة «ستسخّر الشمس والرياح والتربة لتزويد سياراتنا بالوقود وإدارة مصانعنا».
دعت خطة الرئيس، نيو إنرجي فور أمريكا، إلى استثمار فيدرالي بقيمة 150 مليار دولار على مدى العقد المقبل لتحفيز الجهود الخاصة لبناء مستقبل للطاقة النظيفة. بشكل خاص، دعت الخطة إلى استخدام الطاقة المتجددة لتوفير 10% من الكهرباء في البلاد بحلول عام 2012، و25% بحلول عام 2025.
في خطابه المشترك أمام الكونغرس في عام 2009، صرح أوباما: «نحن نعلم أن الدولة التي تسخر الطاقة النظيفة والمتجددة ستقود القرن الحادي والعشرين ... بفضل خطتنا للانتعاش، سنضاعف إمدادات الأمة من الطاقة المتجددة في السنوات الثلاث المقبلة ... حان الوقت لكي تتولى أمريكا القيادة مرةً أخرى».